# Engelbert-Schliemann-Park

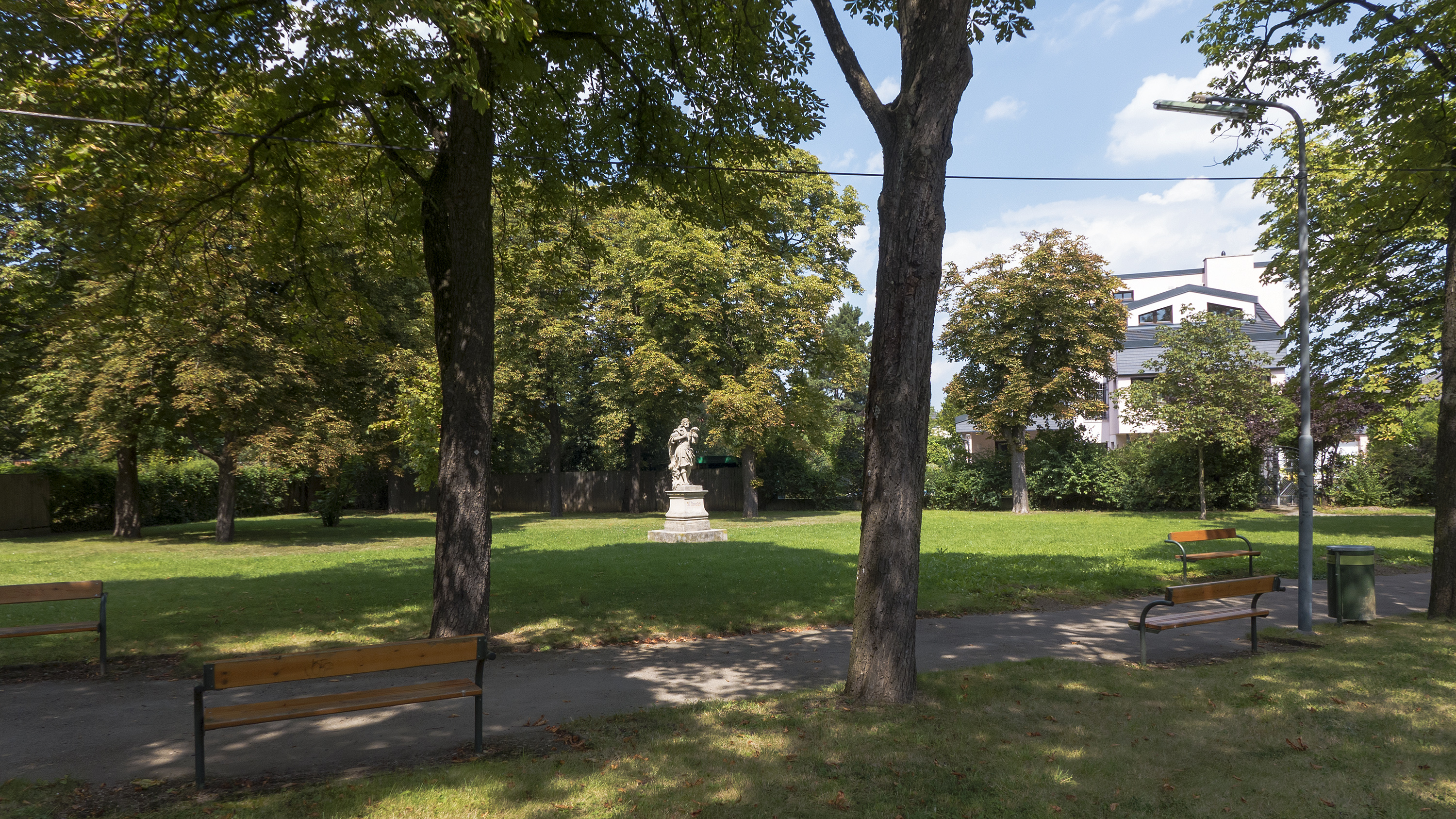
Engelbert-Schliemann-Park (2016)

Der Engelbert-Schliemann-Park ist ein Wiener Park im 23. Bezirk, Liesing.

## Beschreibung
Der Engelbert-Schliemann-Park ist ein ca. 2.200 m² großer Beserlpark in Liesing unmittelbar neben dem Friedhof Rodaun. Er verfügt über Wiesenflächen, einen alten Baumbestand und Sitzmöglichkeiten.

## Geschichte
Der Park wurde am 2. Mai 1962 im Gemeinderatsausschuss für Kultur der Stadt Wien nach dem ehemaligen Ortsvorsteher von Rodaun, heute ein Bezirksteil von Liesing, Engelbert Schliemann (* 1877; † 1955) benannt.

## Sehenswürdigkeiten

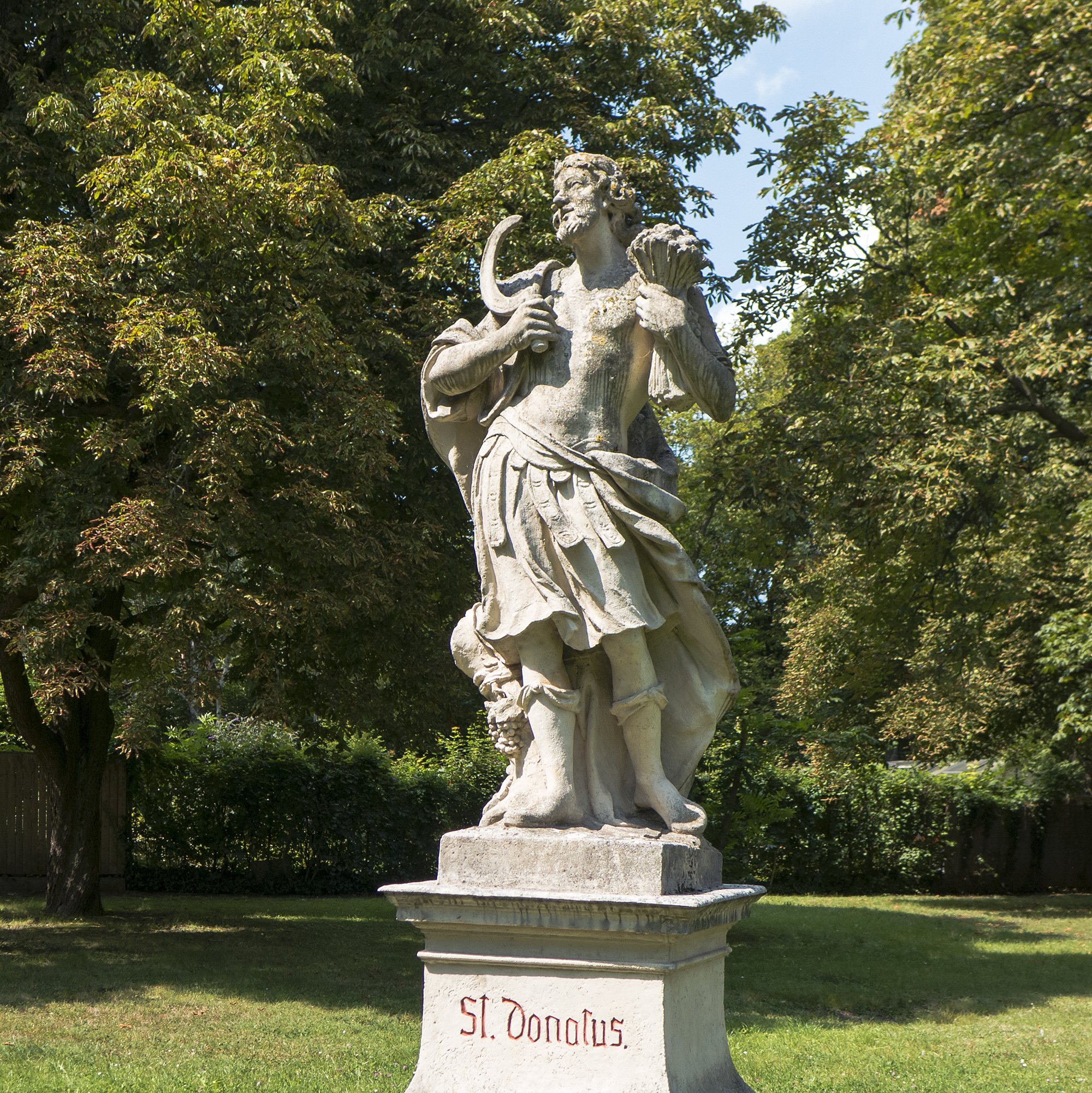
Statue des Sankt Donatus (2016)

Inmitten des Parks steht eine Statue des Wetterheiligen Sankt Donatus, die unter Denkmalschutz (Listeneintrag) steht.